# Пам'ятник Тарасові Шевченку (Севастополь)
Па́м'ятник Тарасу Шевченку в Севастополі — пам'ятник видатному українському поетові Тарасу Григоровичу Шевченку. Монумент подарував місту канадець українського походження Василь Свєнтицький, встановлений 24 серпня 2003 року в Севастополі перед будівлею Гагарінської районної ради. Автори — львівські скульптори батько і син Василь Павлович і Володимир Васильович Одрехівські. Автор постаменту — севастопольський архітектор Георгій Саркисович Григор'янц. Бронзова фігура поета в повний зріст заввишки 3,8 м встановлена на постаменті у вигляді стилізованої бандури (висота — 4,34 м.), облицьованому коричнево-червоним гранітом.

## Історичний факт
Пам'ятник Тарасу Шевченку подарований місту Севастополю «Фундацією ім. Т. Г. Шевченка». Роботи по його встановленню проводилися севастопольськими будівельниками з квітня по червень 2003 року. Керівництво роботами здійснювали районна Рада і районна державна адміністрація. Всього на загальнобудівельні роботи використано приблизно 500 тис. грн з місцевого бюджету.

## Відкриття пам'ятника
Відкриття відбулося 24 серпня 2003 року в День незалежності України. На ньому були присутні: міністр культури України, народні депутати України Костенко, Мовчан, Павличко, представники Української діаспори в Канаді на чолі з В. Свентіцьким.